# HMS Expedition (1679)
HMS Expedition — 70-пушечный линейный корабль третьего ранга Королевского флота, спущенный на воду на верфи Портсмута 10 сентября 1679 года.
Expedition был перестроен в 70-пушечный корабль 3-го ранга в 1699 году на верфи Чатем. Он был перестроен во второй раз как 70-пушечный 3-го ранга в 1706 году на Портсмутской верфи и был повторно спущен на воду 16 августа 1714 года. В 1715 году он был переименован в HMS Prince Frederick в честь Фредерика, принца Уэльского. Его окончательная перестройка была проведена в Дептфорде, где он был реконструирован в 70-пушечный корабль 3-го ранга в соответствии с предложениями 1733 от года к Уложению 1719 года.

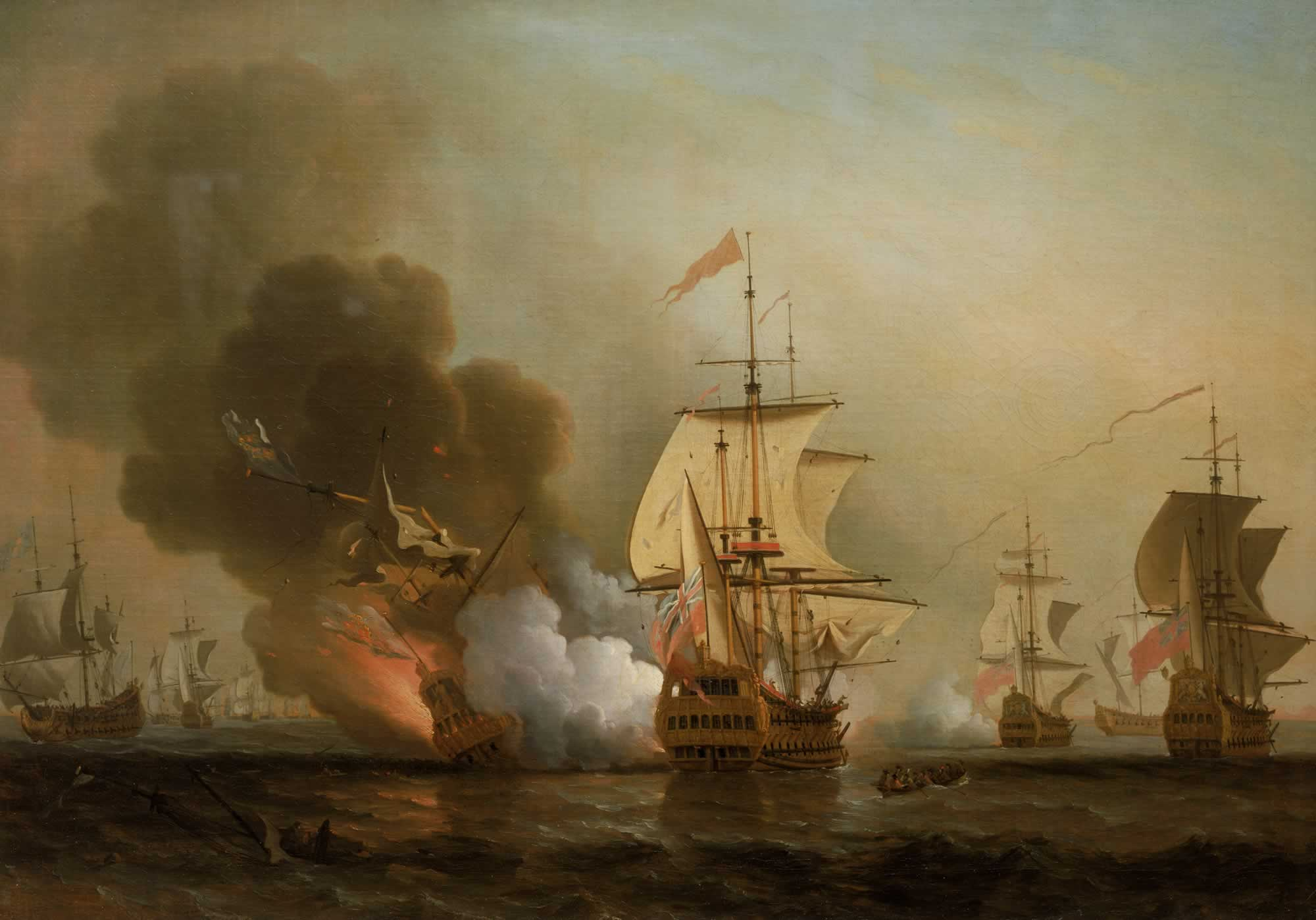
Битва у берегов Картахены, 28 мая 1708 г. На картине изображён момент потопления кораблём Expedition галеона Сан Хосе

Он был флагманом в военно-морском бою 8 июня 1708 г. по н.э. (28 мая по ст. ст.) между британской эскадрой под командованием Чарльза Вейджера и испанским серебряным флотом в рамках Войны за испанское наследство. В этой битве у берегов Картахены, в русскоязычных источниках более известна как Атака Уэйджера, он потопил галеон Сан Хосе, перевозивший большой груз золота и серебра из испанских колоний.
Принц Фредерик входил в состав флота вице-адмирала Эдварда Вернона и принимал участие в экспедиции в Картахену-де-Индиас во время войны за ухо Дженкинса с 1739 по 1748 год.
Принц Фредерик был продан флотом в 1784 году.

## Изображения
- На Викискладе есть медиафайлы по теме HMS Expedition (1679)